# Tha Carter V
| Recensione | Giudizio |
| ---------- | -------- |
| NME        | [ 3 ]    |
| Pitchfork  | [ 4 ]    |

Tha Carter V è il dodicesimo album in studio del rapper statunitense Lil Wayne, pubblicato nel 2018 da Young Money, Republic e Universal.
Il 25 settembre 2020 è stata pubblicata un'edizione deluxe per celebrare il secondo anniversario dell'album; si tratta di una versione con l'aggiunta di canzoni che non hanno fatto parte della selezione dell'album originale.

## Pubblicazione e descrizione
Nel 2012 Lil Wayne affermò che Tha Carter V sarebbe stato l'episodio finale della sua discografia. La lavorazione del disco iniziò lo stesso anno, ma i problemi che il rapper ebbe col suo “padre” artistico, nonché capo della sua label (la Cash Money Records), Birdman, misero l’album in stand-by per svariati anni, con Birdman che bloccò la musica del disco da ogni pubblicazione. Tutto ciò involontariamente prolungò la lavorazione del disco, e sfiduciò notevolmente in Wayne la voglia di fare musica. Tuttavia la scena hip hop non diede le spalle a Wayne, invitandolo a numerosissime apparizioni nei loro dischi per motivarlo a continuare il suo percorso da rapper.
Tha Carter V uscì nel 2018, e segna il suo primo album a non essere stato pubblicato dalla Cash Money. Il disco presenta svariate collaborazioni tra cui Kendrick Lamar, Snoop Dogg, Ashanti, Nivea, Nicki Minaj, Travis Scott e XXXTentacion. Tha Carter V si divide tra episodi goliardici e personali, e dipinge la crescita umana dietro l’artista, mettendo a nudo l’autoanalisi e le riflessioni che Wayne si è ripetuto durante l’arduo percorso intrapreso verso la pubblicazione del disco. Il disco si conclude col catartico ultimo verso del disco in Let It All Work Out, riguardante il suo tentato suicidio avvenuto in giovane età.

## Tracce
1. I Love You Dwayne – 2:00 (Jacida Carter)
2. Don't Cry (featuring XXXTentacion) – 4:09 (Dwayne Carter, Jahseh Onfroy, Eugene Karavasilidis, Ben Diehl, Gamal "LunchMoney" Lewis) – Z3N, Ben Billions
3. Dedicate – 3:09 (D. Carter, Corbin Roe, Willber Vincent, Adolfo Ramirez, Manny Galvez, Michael Dean, Tauheed Epps, Joshua Luellen) – Roc & Mayne, Louie Haze, Galvez
4. Uproar (featuring Swizz Beatz) – 3:13 (D. Carter, Kasseem Dean, Avery Chambliss, Edward Holland, Lamont Herbert Dozier, Brian Holland) – Swizz Beatz, Avenue (co-prod.)
5. Let It Fly (featuring Travis Scott) – 3:06 (D. Carter, Jacques Webster, Rupert Thomas, Jr., Michael Suski) – Sevn Thomas, Dirtwork
6. Can't Be Broken – 3:13 (D. Carter, Thomas Troelsen, Diehl, Lewis) – Troelsen, Ben Billions
7. Dark Side of the Moon (featuring Nicki Minaj) – 4:02 (D. Carter, Onika Maraj, Jamal Reid, Jonah Christian) – Bloque, Christian(co-prod.)
8. Mona Lisa (featuring Kendrick Lamar) – 5:24 (D. Carter, Kendrick Lamar, Marco Rodriguez, Angel Aponte) – Infamous, Angel "Onhel" Aponte (co-prod.)
9. What About Me (featuring Sosamann) – 3:36 (D. Carter, John Mitchell, Justin Franks, Jahkoy Palmer, Louis Bell, Billy Walsh, Jermaine Preyan) – DJ Frank E, Johnny Yukon
10. Open Letter – 4:29 (D. Carter, Rodriguez, Diehl) – Infamous, Ben Billions, Nick the Piff
11. Famous (featuring Reginae Carter) – 4:02 (D. Carter, Reginae Carter, Lasanna "Ace" Harris, Shama E. Joseph, Sam Bruno) – Harris, Sham "Sak Pase" Joseph
12. Problems – 3:28 (D. Carter, Xavier Dotson) – Zaytoven
13. Dope Niggaz (featuring Snoop Dogg) – 3:25 (D. Carter, Mario K. Jefferson, Darius Ginn, Jr., Brian Anthony Bailey, Ricardo Brown, Nathaniel D. Hale, Isaac Lee Hayes, Craig A. Longmiles, Andre Young) – R!O, Kamo (co-prod.)
14. Hittas – 3:43 (D. Carter, Andrew Jones, Maurice Jordan, Tasha Baxter, Andre Scheepers, Torrence Hatch, Robert Gonzalez, Taquari Hatch) – Jayones
15. Took His Time – 4:22 (D. Carter, Tony Walker, Jr., M. Rodriguez, Stephen Marvin McDowell) – Infamous, FreewayTJay
16. Open Safe – 3:43 (D. Carter, Mikely Adams, Dijon Isaiah McFarlane) – Mikely "Mike Free" Adams
17. Start This Shit Off Right (featuring Ashanti & Mack Maine) – 4:40 (D. Carter, Ashanti Douglas, Preyan, Byron Thomas, Robert Reed, Tony Fisher, James Avery) – Mannie Fresh
18. Demon – 3:34 (D. Carter, Marcello Valenzano, Andre Lyon, Rayshon Cobbs, Jr., Don Taylor, Ted Kay, Leo Daniels, Ben Daniels) – Cool & Dre, 808-Ray
19. Mess – 3:32 (D. Carter, Rodriguez) – Infamous
20. Dope New Gospel (featuring Nivea) – 3:27 (D. Carter, Nivea B. Hamilton, Jefferson, Ginn, Jr., Richard Brownie, Marvin L. Sapp) – R!O, Kamo (co-prod.)
21. Perfect Strangers – 4:09 (D. Carter, Thomas) – Mannie Fresh
22. Used 2 – 4:00 (D. Carter, Leland Wayne, Rodriguez, Rhars Mejdi) – Metro Boomin, Infamous, Prince 85 (co-prod.)
23. Let It All Work Out – 5:16 (D. Carter, Myles William, Jordan Alexander Johnson, Sampha Sisay) – William, Jordan, Reefa